# Chileotaxus sans
Chileotaxus sans is een spinnensoort in de taxonomische indeling van de Synotaxidae.
Het dier behoort tot het geslacht Chileotaxus. De wetenschappelijke naam van de soort werd voor het eerst geldig gepubliceerd in 1990 door Norman I. Platnick.